# Наджла Мангуш
Наджла Мухаммед аль-Мангуш (араб. نجلاء المنقوش ‎ (7 червня 1973 , Лондон )) — лівійська юристка і державна діячка. Чинна міністр закордонних справ Лівії в уряді національної єдності (ПНЕ) Лівії Абдель Хаміда Дбейби з 15 березня 2021 року. Перша жінка на чолі міністерства закордонних справ Лівії і четверта жінка на цій посаді в історії арабських країн (після Нахи Мінт Мукнасс у 2009 році та Фатма Валь Мінт Свейна у 2015 році в Мавританії та Асма Абдалла в Судані в 2019 році).

## Життєпис
Здобула юридичну освіту в Университеті Бенгазі, а потім була там доцентом права. Була високопосадовцем Перехідної національної ради Лівії під час громадянської війни (2011), очолювала відділ взаємодії з громадськістю.
З 2012 року жила в місті Гаррісонсбурзі у штаті Вірджинії в США. Була стипендіатом програми Фулбрайта і здобула ступінь магістра в галузі трансформації конфліктів у Центрі справедливості та миробудування (CJP) Східного менонітського університету (EMU).
Як експерт з вирішення конфліктів Наджла Мангуш була представником Лівії в некомерційній організації Інститут миру США (USIP), заснованої Конгресом США для вирішення міжнародних конфліктів.
Була співробітником програми з улаштування миру та традиційного права в Центрі світових релігій, дипломатії та вирішення конфліктів (Center for World Religions, Diplomacy and Conflict Resolution, CRDC) Університету Джорджа Мейсона, здобула докторський ступінь у Центрі аналізу та вирішення конфліктів Університету Джорджа Мейсона.
15 березня 2021 року Наджла Мангуш стала першою жінкою, яка очолила міністерство закордонних справ Лівії. Змінила міністра закордонних справ тимчасового уряду Лівії (підтримує головкома Лівійської національної армії Халіфу Хафтара) Абдулхади аль-Хувейджа та міністра закордонних справ уряду національної згоди (ПНР) Мухаммеда Тахера Сіялу.
Вільно володіє англійською мовою.
6 листопада 2021 року Президентська рада Лівії усунула Мангуш за те, що вона проводила зовнішню політику без погодження з Радою. Їй також заборонили подорожувати. Однак прем'єр-міністр Абдель Хамід Дбейба оскаржив право Президентської ради призупинити діяльність Мангуш, заявивши, що право призначати або усувати міністрів у своєму уряді є його винятковою прерогативою.
27 серпня 2023 року після трансляції зустрічі Наджли Мангуш і ізраїльського міністра Елі Коена її відсторонили, проти неї порушили розслідування..

## Нагороди
7 грудня 2021 року Мангуш увійшла до списку BBC 100 Women 2021 за її діяльність з налагодження стосунків з організаціями громадянського суспільства. У 2022 році Мангуш отримала Міжнародну жіночу нагороду «Найхоробріша жінка світу» від Державного департаменту США.